# Читтаделла (футбольний клуб)
СТ «Читтаделла» (італ. Associazione Sportiva Cittadella) — італійський футбольний клуб з однойменного міста, заснований у 1973 році. Виступає в Серії B. Домашні матчі приймає на «Стадіо П'єр Чезаре Томболато», місткістю 7 623 глядачі.

## Досягнення
- Серія С
  - Бронзовий призер: 1999/00, 2007/08
- Серія D
  - Чемпіон: 1988/89, 1992/93.